# Sigismundus Suevus

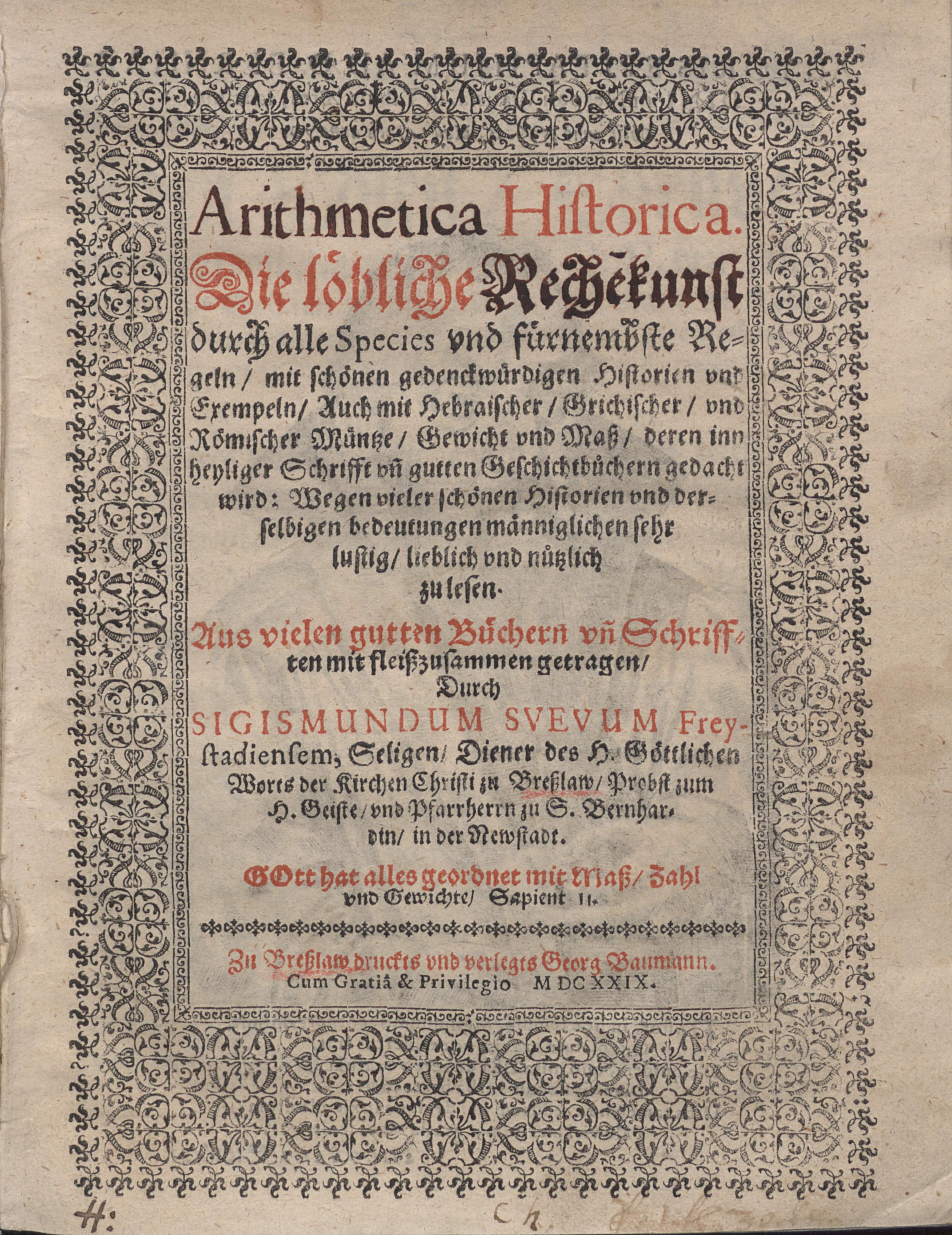
Arithmetica Historica, 1629

Sigismundus Suevus o Sigismund Schwabe (Fryšták, 1526 – 1596) è stato un matematico e teologo tedesco di fede evangelica. 
Fu anche musico e poeta.

## Biografia
Nacque a Fryšták, in Slesia. Fu uno studente molto conosciuto di Melantone. Studiò a Reval (Tallinn) intorno al 1550, fu predicatore a Lubań, in Slesia, e dopo il 1586 prete a Breslavia.
La sua Arithmetica Historica (1593) era concepita per preparare i suoi lettori al Giorno del Giudizio mettendo assieme insegnamenti biblici e conoscenza dell'aritmetica.

## Opere

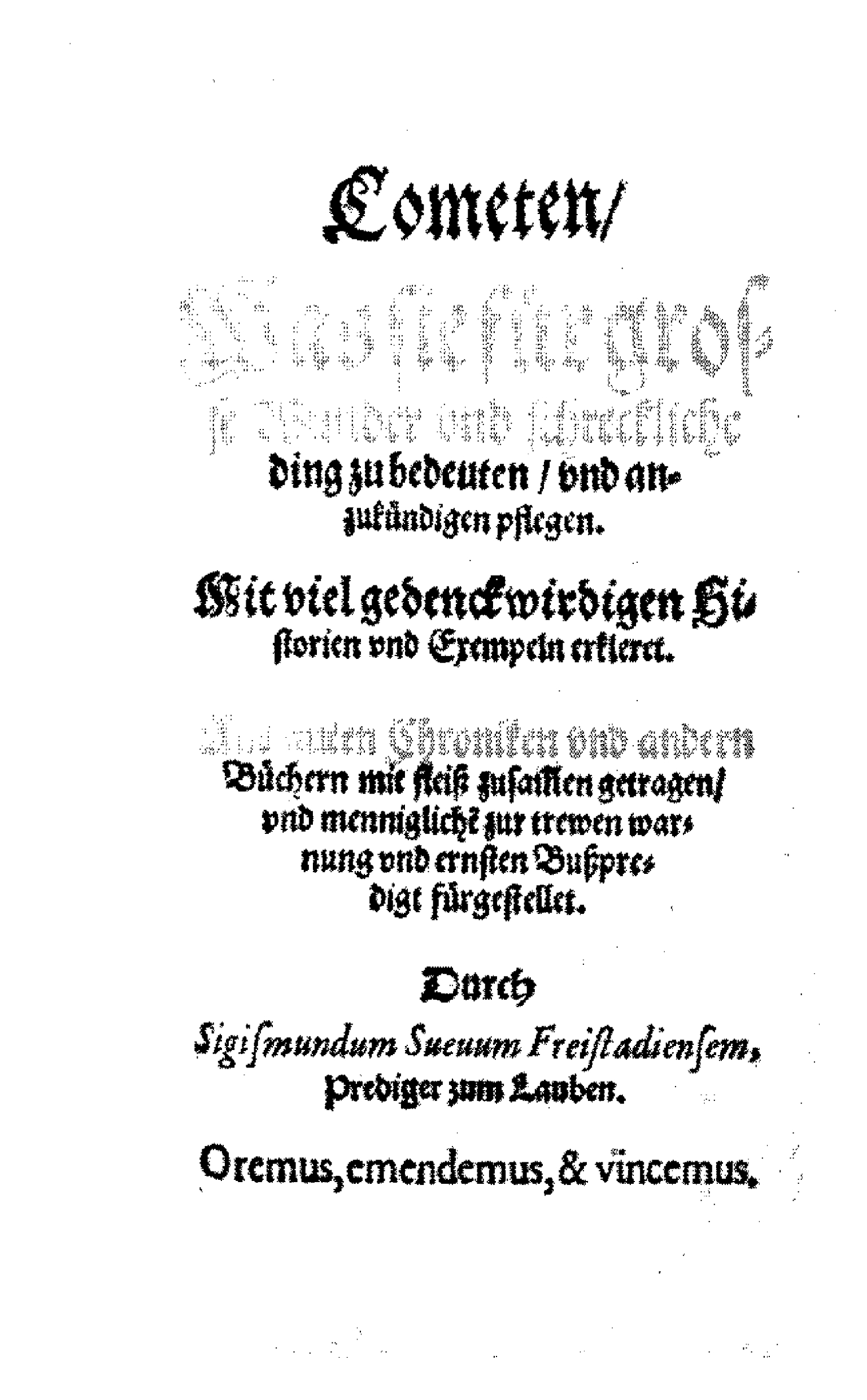
Cometen, 1578

- (DE) Cometen, Görlitz, Ambrosius Fritsch, 1578.
- (DE) Arithmetica Historica, Breslavia, Georg Baumann, 1629.